# Rivière Pot au Beurre (île d'Orléans)
Pour les articles homonymes, voir Beurre (homonymie) et Rivière Pot au Beurre.
La rivière Pot au Beurre coule dans les municipalités de Sainte-Famille-de-l'Île-d'Orléans et de Saint-Pierre-de-l'Île-d'Orléans, dans la municipalité régionale de comté (MRC) de L'Île-d'Orléans, dans la région administrative de la Capitale-Nationale, dans la province de Québec, au Canada.
La partie inférieure de cette petite vallée est desservie par le chemin Royale (route 368) qui longe la rive nord-ouest de l'Île d'Orléans. La sylviculture constitue la principale activité économique de la partie supérieure de cette vallée ; et l'agriculture dans la partie intermédiaire et inférieure.

## Géographie
La rivière Pot au Beurre prend naissance d'un ruisseau forestier du côté nord-ouest d'une zone de marais, dans la partie sud-ouest de la municipalité de Sainte-Famille-de-l'Île-d'Orléans. Cette source est située à 4,9 km au sud-ouest du centre du village de Sainte-Famille-de-l'Île-d'Orléans, à 1,5 km à l'ouest du chenal de l'Île d'Orléans et à 5,4 km au nord-ouest de la rive du chenal des Grands Voiliers (fleuve Saint-Laurent).
À partir de cette source, le cours de la rivière Pot au Beurre descend sur 3,5 km, avec une dénivellation de 103 m, selon les segments suivants :
- 2,5 km vers le sud-ouest relativement en ligne droite généralement en zone forestière en parallèle au chemin Royal (lequel est situé au nord-ouest), en entrant dans Saint-Pierre-de-l'Île-d'Orléans en fin de segment, jusqu'à un coude de rivière correspondant à un ruisseau (venant du sud-ouest) ;
- 1,0 km vers le nord-ouest généralement en zone agricole, en coupant la route 368, jusqu'à son embouchure. Note : ce segment de rivière délimite Saint-Pierre-de-l'Île-d'Orléans (côté sud-ouest) et Sainte-Famille-de-l'Île-d'Orléans (côté nord-est)[2].

La rivière Pot au Beurre se déverse dans le chenal de l'Île d'Orléans dont la largeur est de 1,95 m à cet endroit et dont le grès d'étire sur environ 0,5 km à marée basse. Cette embouchure fait face à l'embouchure de la rivière Valin, dans Château-Richer. Ce chenal est rattaché au fleuve Saint-Laurent.

## Toponymie
Le toponyme « rivière Pot au Beurre » parait dans un plan de 1722 délimitant la paroisse de Sainte-Famille. L'expression Pot au Beurre a aussi été utilisé en toponymie pour désigner une autre petite rivière dans la municipalité de Yamaska, laquelle se déverse dans le fleuve Saint-Laurent. Jadis, les habitants conservaient la nourriture périssable tels le beurre, le fromage, la viande et le lait dans des contenants immergés dans l'eau froide. Une fosse de rivière ou d'un plan d'eau ou un puits permettaient d'y conserver la nourriture au frais.
Le toponyme « Rivière Pot au Beurre » a été officialisé le 8 août 1977.